# Kurgane von Ak-Alacha

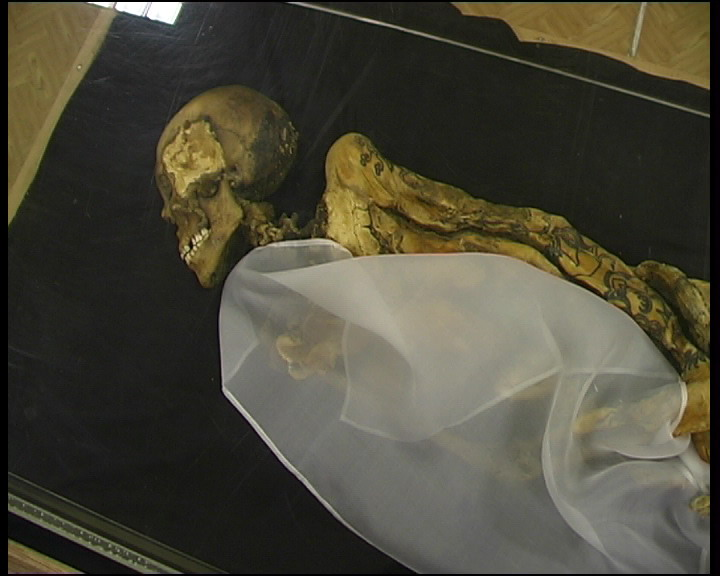
Die Prinzessin von Ukok

Die Kurgane  von Ak-Alacha liegen auf dem Ukok-Plateau im Altai-Gebirge im südlichen Sibirien. Hier befindet sich ein skythischer Friedhof der Pasyryk-Stufe. Die Grabanlagen datieren vom 5. und 4. Jahrhundert v. Chr. Hier wurden bei Ausgrabungen unter der Leitung von Natalja Wiktorowna Polosmak seit den 1990er Jahren diverse Kurgane gefunden. Die Bestattungen lagen in Böden mit Dauerfrost. Nach der Grablege sind die Bestattungen eingefroren und bewahrten organische Materialien in einer Art und Weise, wie es sonst kaum in anderen Teilen der Welt bekannt ist. Einige Bestattungen fanden sich unberaubt und liefern vor allem wichtige Informationen zur damaligen Kleidung.
Die Kurgane waren im Schnitt 12 bis 18 m im Durchmesser groß. Im Inneren befand sich innerhalb eines Schachtes eine Holzkammer, die meist wiederum innerhalb einer äußeren Kammer lag. Die Toten sind hier meist in Baumsärgen beigesetzt worden. Pferdebestattungen fanden sich nördlich, außerhalb der Grabkammern. In Kurgan 1 (Ak-Alacha 3) stand der Sarg vor der Kammer und war mit Darstellungen von Hirschen dekoriert. Bei dem Sarg fanden sich zwei Holztische, auf denen Fleischbeigaben, Holzgefäße und Keramik lagen. Im Fleisch steckte noch ein Bronzemesser. Die hier Bestattete war eine erwachsene Frau, die in einen langen, rot-beigen Rock gekleidet war und darüber ein langes Hemd trug, das mit Seidenstreifen dekoriert war. Sie trug kniehohe Stiefel aus Filz und hatte einen Kosmetikbeutel  mit Perlen und einen Spiegel. Sie trug goldene Ohrringe. Ihre Kopfbedeckung bestand aus einer hohen Perücke, die mit Nadeln, aber auch mit Holzfiguren dekoriert war, die mit Blattgold überzogen waren. In Kurgan 1 (Ak=Alacha) fand sich eine gut erhaltene Leiche, wiederum einer Frau, die im Skythischen Tierstil tätowiert war. Sie wurde als Prinzessin von Ukok bekannt.
Bemerkenswert war auch Kurgan I (Ak Alach 1). Hier fanden sich in der Grabkammer zwei Baumsärge. In dem nördlichen fand sich die Leiche eines Mannes, im südlichen die einer Frau. Der Mann war mit Waffen ausgestattet; er trug einen Dolch, einen Streitpickel, Bogen und Köcher bei sich. Die Frau war fast identisch ausgestattet. Sie hatte auch einen Bogen, einen Streitpickel und Dolch. Sie trug wie der Mann Hosen und hatte eine Kopfbedeckung aus Filz, auf der sich in Holz geschnittene Tierfiguren befanden. Daneben fanden sich aber auch ein Kosmetikbeutel aus Leder und ein Spiegel, wie man sie eher bei der Bestattung einer Frau erwartet. Insgesamt ist diese Frauenbestattung jedoch außergewöhnlich. Ihre Beigaben sind eigentlich identisch mit denen von Männern. Außerhalb der Grabkammer fanden sich die Bestattungen von Pferden. Bei ihnen lagen zwei Holzschilde. Es fanden sich Satteldecken aus Filz.